# Anders Vægter Nielsen
Anders Vægter Nielsen (født 1963 i Østofte) er en dansk forfatter, historiker og journalist.

## Udgivelser
- 1533, et drab og en rejse [roman], 2018.
- Trappevask [roman], 2017
- Mute [roman], s.m. Cindy Lynn Brown, 2013.
- Speer 2 [kortprosa], 2011.
- Ved hjørneflaget står Mahatma Gandhi [Ordbilleder], 2010.
- Lines store dag [børnebog], s.m. Mikkel Larris, 2009.
- Øjenkontakt. Samarbejder mellem kunstnere og andre [kunstdok.], som hovedforf., 2006.
- Husmændene – landboreformernes tabere? [Fagbog], 1991.
- 20 under 30 til 90'erne [Lyrikantologi], red. af Poul Borum, 1991.

Vægter Nielsen har desuden publiceret kortprosa og digte i tidsskrifter som Hvedekorn, Ildfisken og Øverste Kirurgiske m.m.
Derudover har han leveret enkelte faghistoriske artikler samt bidraget med overvejelser om forholdet mellem historie og undervisning i tidsskrifter og bøger.